# 石灰岩

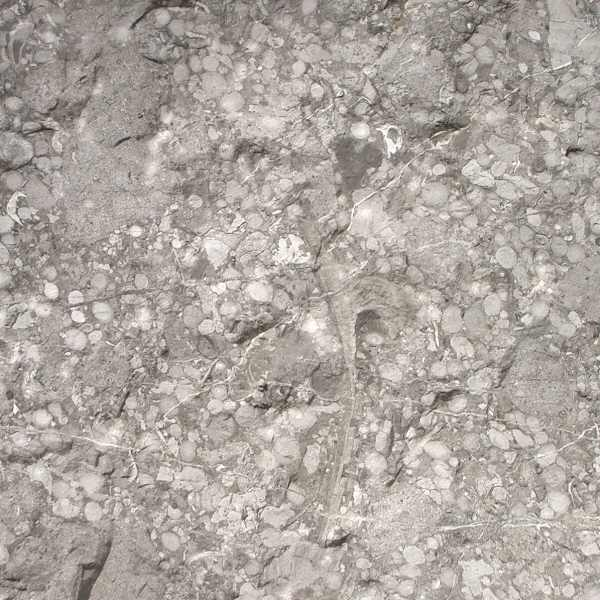
含有贝壳化石的石灰岩

石灰岩（灰石）（CaCO3），简稱灰岩，又稱作石灰石，是以方解石为主要成分的碳酸鈣岩。石灰岩主要是在浅海的环境下形成的。石灰岩按成因可划分为粒屑石灰岩（流水搬运、堆積形成）；生物骨架石灰岩和化学、生物化学石灰岩。
石灰岩是喀斯特地形的主要构成成分，是一種在海、湖水盆地中生成的灰色或灰白色沉积岩。石灰岩中常混入白云石、石膏、菱镁矿、黄铁矿、蛋白石、玉髓、石英、绿石、萤石等。纯石灰岩中混入物一般少于5%。

## 类型
- 颗粒灰岩：大部分颗粒组分，如内碎屑、骨屑、鲕粒及部分团粒、团块都是经过水流搬运形成，但一部分团粒、团块没有水流作用（异化粒）。砂屑、鲕粒灰岩通常由亮晶胶结，主要堆积于波浪、水流作用很强的开阔滨浅海陆棚区的砂嘴、砂坝、浅滩及潮汐通道等沉积单元。
- 泥晶灰岩：无黏结作用的泥晶方解石组成。可由碳酸盐颗粒磨蚀到最细的产物；也可从水体中化学沉淀出来的细晶（泥晶）沉淀物。属于静水、低能带环境的产物。
- 叠层灰岩：主要由分泌粘液的蓝、绿藻，通过捕集、黏结碳酸盐颗粒形成的岩石。不是靠石化钙藻形成的，又称隐藻粘结灰岩。产出于潮上、潮间低能环境。
- 凝块灰岩：无隐藻纹层的凝块状石灰岩。隐藻凝块体无内部纹层，但具有叠层石的宏观外貌、类似向上生长的构造。与叠层灰岩比，表面粗糙、欠光滑，呈疙瘩状、皱纹状、麻点状。凝块内部显微组构为不均匀云雾状、海绵状，偶尔显不清楚的同心纹层。有时有少量葛万藻、附枝藻微细丝状体。产出从潮间带至较深的潮下带。
- 骨架灰岩（生物礁灰岩）：一种造骨架的碳酸盐生物构筑体。骨架将碳酸岩沉积物粘在一起，形成固定在海底上的坚硬的具有抗浪性的碳酸盐岩礁。不同的生物骨架灰岩：寒武纪以古杯、钙藻为主；中－晚奥陶世以苔藓虫、层孔虫、板状珊瑚为主；志留纪、泥盆纪以层孔虫、板状珊瑚为主；晚三叠世和晚侏罗世以珊瑚、层孔虫为主；晚白垩世以厚壳蛤类为主；渐新世、上新世、更新世以六射珊瑚为主。骨架灰岩通常在海底形成一个隆起，超出于同期沉积物。隆起块体有点礁、礁丘、环礁、层状礁等。
- 白垩：一种细粒白色疏松多孔的石灰岩，碳酸钙含量大于97％，矿物为低镁方解石，可含少量黏土矿物、细粒石英碎屑，生物组分是颗石藻、少量钙球。生成于温暖海洋环境，深度从几十到几百米。
- 结晶灰岩：由结晶、重结晶（大部分）方解石组成的石灰岩。大部分结晶灰岩是原生石灰岩，经成岩重结晶作用改变原生颗粒、生物黏结组分形成。结晶灰岩也有原生的，如大陆地表泉水、岩洞或河水蒸发形成的石灰华、泉华。石灰华是一种致密的带状钙质沉淀物，如钟乳石、石笋，发育有从溶液中依次沉淀的方解石或文石晶体所组成的皮壳状纹层。多产出于岩洞表面。钙泉华指地表上海绵状多孔疏松的方解石或文石晶体沉淀物，呈树枝状、放射状、半球状等，内部常保留有植物茎、叶的痕跡。产出于温泉、裂隙水出露的地表。
- 钙结岩：一种发育于干旱、半干旱地区土壤和细砂中的富石灰质沉积物，呈同心环带的似枕状体。

## 应用
石灰岩用于混凝土骨料、铺路基石、水泥、冶金熔剂、水处理、土壤调节剂、家禽饲料添加剂，及轻工、化工、纺织、食品等。在石灰岩发育地区，常形成石林、溶洞等优美景区。